# Бугарска на Зимским олимпијским играма 2010.
Бугарска је учествовала на свим Зимским олимпијским играма од Игара 1936. до данас (18 пута). На Играма 2010. у Ванкуверу у Британској Колумбији у Канади, Бугарску је представљало 19 такмичара (12 мушкараца и 7 жена) који су се такмичили у 6 дисциплина.
На свечаном отварању заставу Бугарске носила је такмичарка у сноубордингу Александра Жекова. 
Бугарска је остала у групи земаља које нису освојиле ниједну медаљу на овим играма.

## Учесници по спортовима
| Спорт                           | Мушкарци | Жене | Укупно |
| ------------------------------- | -------- | ---- | ------ |
| Алпско скијање                  | 2        | 1    | 3      |
| Биатлон                         | 5        | 1    | 6      |
| Брзо клизање на кратким стазама | 1        | 2    | 3      |
| Санкање                         | 2        | 0    | 2      |
| Скијашко трчање                 | 1        | 2    | 3      |
| Сноубординг                     | 1        | 1    | 2      |
| Укупно(6)                       | 12       | 7    | 19     |

## Алпско скијање

### Мушкарци
| Такмичар         | Дисциплина       | Резултати      | Резултати      | Резултати      | Резултати      | Резултати      |              |              |
| Такмичар         | Дисциплина       | 1. трка        | 2. трка        | Укупно         | Заостатак      | Пласман/учес   |              |              |
| ---------------- | ---------------- | -------------- | -------------- | -------------- | -------------- | -------------- | ------------ | ------------ |
| Стефан Георгијев | Слалом           | 50,86 (30)     | 53,06 (26)     | 1:43,92        | 4,60           | 25 / 48 (102)  |              |              |
| Стефан Георгијев | Суперкомбинација | 2:02,77 (46)   | 54,64 (30)     | 2:57,41        | 12,49          | 34 / 34 (52)   |              |              |
| Стефан Георгијев | Велеслалом       | 1:23,82 (53)   | 1:25,09 (44)   | 2:48,91        | 11,08          | 48 / 81 (103)  |              |              |
| Стефан Георгијев | Спуст            |                |                | Није завршио   | Није завршио   | Није завршио   | Није завршио | Није завршио |
| Стефан Георгијев | Супервелеслалом  |                |                | 1:36,32        | 5,98           | 41 / 45 (64)   |              |              |
| Килијан Албрехт  | Слалом           | 50,08 (24)     | 52,28 (20)     | 1:42,36        | 3,04           | 20 / 48 (102)  |              |              |
| Килијан Албрехт  | Велеслалом       | Није стартовао | Није стартовао | Није стартовао | Није стартовао | Није стартовао |              |              |

### Жене
| Такмичарка     | Дисциплина      | Резултати     | Резултати     | Резултати     | Резултати     | Резултати     |               |               |
| Такмичарка     | Дисциплина      | 1. вожња      | 2. вожња      | Укупно        | Заостатак     | Пласман       |               |               |
| -------------- | --------------- | ------------- | ------------- | ------------- | ------------- | ------------- | ------------- | ------------- |
| Марија Киркова | Слалом          | Није завршила | Није завршила | Није завршила | Није завршила | Није завршила |               |               |
| Марија Киркова | Велеслалом      | Није завршила | Није завршила | Није завршила | Није завршила | Није завршила |               |               |
| Марија Киркова | Спуст           |               |               | 1:56,80       | 12,61         | 33 / 37 (45)  |               |               |
| Марија Киркова | Супервелеслалом |               |               | Није завршила | Није завршила | Није завршила | Није завршила | Није завршила |

## Биатлон

### Мушкарци
| Такмичар                                                          | Дисциплина  | Резултати                                 | Резултати                                                   | Резултати            | Резултати            |
| Такмичар                                                          | Дисциплина  | Време                                     | Промашаји                                                   | Заостатак            | Пласман/учес.        |
| ----------------------------------------------------------------- | ----------- | ----------------------------------------- | ----------------------------------------------------------- | -------------------- | -------------------- |
| Красимир Анев                                                     | Спринт      | 26:09,1                                   | 0 (0+0)                                                     | 2:01,3               | 25 / 87 (88)         |
| Красимир Анев                                                     | Потера      | 37:24,2                                   | 3 (2+0+0+1)                                                 | 3:45,8               | 45 / 59 (60)         |
| Красимир Анев                                                     | Појединачно | 52:09,2                                   | 2 (0+2+0+0)                                                 | 3:46,7               | 25 / 88 (88)         |
| Michail Kletcherov                                                | Спринт      | 27:23,1                                   | 0 (0+0)                                                     | 3:15,3               | 59 / 87 (88)         |
| Michail Kletcherov                                                | Потера      | 37:08,1                                   | 0 (0+0+0+0)                                                 | 3:29,7               | 44 / 59 (60)         |
| Michail Kletcherov                                                | Појединачно | 54:54,6                                   | 3 (1+1+1+0)                                                 | 6:32,1               | 63 / 88 (88)         |
| Мирослав Кенанов                                                  | Спринт      | 28:40,2                                   | 1 (1+0)                                                     | 4:32,4               | 82 / 87 (88)         |
| Мирослав Кенанов                                                  | Потера      | Није се квалификовао                      | Није се квалификовао                                        | Није се квалификовао | Није се квалификовао |
| Мирослав Кенанов                                                  | Појединачно | 54:36,7                                   | 3 (1+0+1+1)                                                 | 6:14.2               | 59 / 88 (88)         |
| Владимир Илијев                                                   | Спринт      | 28:45,0                                   | 3 (1+2)                                                     | 4:37,2               | 83 / 87 (88)         |
| Владимир Илијев                                                   | Потера      | Није се квалификовао                      | Није се квалификовао                                        | Није се квалификовао | Није се квалификовао |
| Владимир Илијев                                                   | Појединачно | 57:37,8                                   | 5 (2+1+1+1)                                                 | 9:15,3               | 79 / 88 (88)         |
| Мартин Богданов                                                   | Појединачно | 58:29,6                                   | 4 (1+2+0+1)                                                 | 10:07,1              | 84 / 88 (88)         |
| Michail Kletcherov Владимир Илијев Мирослав Кенанов Красимир Анев | Штафета     | 1:29:39,7 20:48,4 22:36,4 23:28,9 22:46,0 | 9 (0+3 0+6) 2 (0+1 0+1) 3 (0+2 0+1) 1 (0+0 0+1) 3 (0+0 0+3) | 8:01,6               | 16 / 19 (19)         |

### Жене
| Дисциплина     | Такмичар    | Резултати             | Резултати             | Резултати             | Резултати             |
| Дисциплина     | Такмичар    | Време                 | Промашаји             | Заостатак             | Пласман/учес.         |
| -------------- | ----------- | --------------------- | --------------------- | --------------------- | --------------------- |
| Нина Кленовска | Спринт      | 22:32,4               | 3 (1+2)               | 2:36,8                | 62 / 88 (89)          |
| Нина Кленовска | Потера      | Није се квалификовала | Није се квалификовала | Није се квалификовала | Није се квалификовала |
| Нина Кленовска | Појединачно | 45:49,8               | 3 (0+1+1+1)           | 4:57,0                | 48 / 86 (87)          |

## Брзо клизање на кратким стазама

### Мушкарци
| Такмичар    | Дисциплина   | Квалификације | Квалификације | Четвртфинале     | Четвртфинале     | Полуфинале       | Полуфинале       | Финале           | Финале           |                  |
| Такмичар    | Дисциплина   | Време         | Пласман       | Време            | Пласман          | Време            | Пласман          | Време            | Пласман          |                  |
| ----------- | ------------ | ------------- | ------------- | ---------------- | ---------------- | ---------------- | ---------------- | ---------------- | ---------------- | ---------------- |
| Асен Пандев | 1.000 метара | 1:28,580      | 4 у 5. гр.    | Није се пласирао | Није се пласирао | Није се пласирао | Није се пласирао | Није се пласирао | Није се пласирао | Није се пласирао |

### Жене
| Такмичар                   | Дисциплина   | Квалификације    | Квалификације    | Четвртфинале      | Четвртфинале      | Полуфинале             | Полуфинале             | Финале            | Финале            |                   |                   |
| Такмичар                   | Дисциплина   | Време            | Пласман          | Време             | Пласман           | Време                  | Пласман                | Време             | Пласман           |                   |                   |
| -------------------------- | ------------ | ---------------- | ---------------- | ----------------- | ----------------- | ---------------------- | ---------------------- | ----------------- | ----------------- | ----------------- | ----------------- |
| Евгенија Раданова          | 500 матара   | 45,125           | 1 у 8. гр        | 44,047            | 3 у 2. гр         | Није се пласирала      | Није се пласирала      | Није се пласирала | Није се пласирала |                   |                   |
| Евгенија Раданова          | 1.000 метара | 1:32,829         | 4 у 4. гр        | Није се пласирала | Није се пласирала | Није се пласирала      | Није се пласирала      | Није се пласирала | Није се пласирала |                   |                   |
| Евгенија Раданова          | 1.500 метара | 2:23,698         | 1 у 8. гр        |                   |                   | Директно квалификована | Директно квалификована | 2:19,411          | 7 / 36            |                   |                   |
| Марина Георгијева-Николова | 500 матара   | Дисквалификована | Дисквалификована | Дисквалификована  | Дисквалификована  | Дисквалификована       | Дисквалификована       | Дисквалификована  | Дисквалификована  |                   |                   |
| Марина Георгијева-Николова | 1.500 метара | 2:23,698         | 3 у 4. гр        |                   |                   | 2:25,604               | 7 у 1 гр               | Није се пласирала | Није се пласирала | Није се пласирала | Није се пласирала |

## Санкање

### Мушкарци
| Такмичар        | Дисциплина  | Резултати | Резултати | Резултати | Резултати | Резултати | Резултати | Резултати | Резултати | Финале   | Финале    | Финале       |
| Такмичар        | Дисциплина  | 1. вожња  | Плаасман  | 2. вожња  | Плаасман  | 3. вожња  | Плаасман  | 4. вожња  | Плаасман  | Укупно   | Заостатак | Пласман      |
| --------------- | ----------- | --------- | --------- | --------- | --------- | --------- | --------- | --------- | --------- | -------- | --------- | ------------ |
| Петар Илијев    | Појединачно | 50,348    | 34        | 50,701    | 35        | 50,921    | 34        | 50,428    | 35        | 3:22,398 | 9:313     | 35 / 38 (39) |
| Иван Папукчијев | Појединачно | 50,932    | 37        | 50,909    | 36        | 51,105    | 37        | 50,386    | 34        | 3:23,332 | 10,247    | 37 / 38 (39) |

## Скијашко трчање

### Мушкарци
| Такмичар       | Дисциплина     | Финале       | Финале       | Финале       |              |
| Такмичар       | Дисциплина     | Време        | Заостатак    | Место/учес.  |              |
| -------------- | -------------- | ------------ | ------------ | ------------ | ------------ |
| Веселин Цинзов | 15 км слободно | 36:11,7      | +2:35,4      | 50 / 95(96)  |              |
| Веселин Цинзов | 30 км потера   | Није завршио | Није завршио | Није завршио | Није завршио |

## Сноубординг

### Жене
| Такмичарка        | Дисциплина    | Квалификације | Квалификације | Осмина финала | Четвртфинале  | Полуфинале    | Финале        | Пласман       |               |
| Такмичарка        | Дисциплина    | Време         | Пласман       | Пласман       | Пласман       | Пласман       | Финале        | Пласман       |               |
| ----------------- | ------------- | ------------- | ------------- | ------------- | ------------- | ------------- | ------------- | ------------- | ------------- |
| Александра Жекова | Сноуборд крос | Није завршила | Није завршила | Није завршила | Није завршила | Није завршила | Није завршила | Није завршила | Није завршила |

| Такмичарка        | Дисциплина         | Квалификације   | Квалификације   | Осмина финала   | Осмина финала   | Четвртфинале    | Четвртфинале    | Полуфинале      | Полуфинале      | Финале          | Финале          | Пласман         |
| Такмичарка        | Дисциплина         | Време           | Место           | Противник       | Време           | Противник       | Време           | Противник       | Време           | Противник       | Време           | Пласман         |
| ----------------- | ------------------ | --------------- | --------------- | --------------- | --------------- | --------------- | --------------- | --------------- | --------------- | --------------- | --------------- | --------------- |
| Александра Жекова | Паралел велеслалом | Није стартовала | Није стартовала | Није стартовала | Није стартовала | Није стартовала | Није стартовала | Није стартовала | Није стартовала | Није стартовала | Није стартовала | Није стартовала |

### Мушкарци
| Такмичарка    | Дисциплина         | Квалификације | Квалификације | Осмина финала        | Осмина финала        | Четвртфинале         | Четвртфинале         | Полуфинале           | Полуфинале           | Финале               | Финале               | Пласман     |
| Такмичарка    | Дисциплина         | Време         | Место         | Противник            | Време                | Противник            | Време                | Противник            | Време                | Противник            | Време                | Пласман     |
| ------------- | ------------------ | ------------- | ------------- | -------------------- | -------------------- | -------------------- | -------------------- | -------------------- | -------------------- | -------------------- | -------------------- | ----------- |
| Ivan Rantchev | Паралел велеслалом | 1:22,83       | 26            | Није се квалификовао | Није се квалификовао | Није се квалификовао | Није се квалификовао | Није се квалификовао | Није се квалификовао | Није се квалификовао | Није се квалификовао | 26 /29 (30) |

### Жене
| Дисциплина         | Такмичарка     | Резултат | Заостатак | Место/уч.(укуп.) |
| ------------------ | -------------- | -------- | --------- | ---------------- |
| Антонија Григорова | 10 км слободно | 28:27,7  | 3:29,3    | 33 / 78 (78)     |
| Антонија Григорова | 15 км потера   | 49:31,5  | 9:33,4    | 62 / 62 (68)     |
| Теодора Малчева    | 10 км слободно | 29:52,4  | 4:54,0    | 66 / 78 (78)     |